# Flatdeck

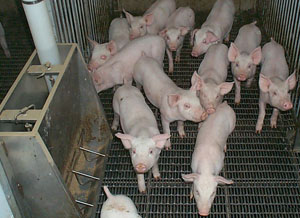
Ferkel in einem Flatdeck-Abteil

Als Flatdeck (auch Flat-Deck; englisch flat deck, wörtlich flaches Deck oder Flachdeck) wird der Teil des Stalles bezeichnet, in dem Ferkel zwischen der dritten und zehnten Lebenswoche gehalten werden.

## Eckdaten
Nach etwa 30 Grad Celsius im Ferkelnest wird die Temperatur mit steigendem Ferkelgewicht kontinuierlich auf etwa 20 Grad Celsius gesenkt. Nach etwa 21 bis 28 Tagen erhalten die Ferkel keine Sauenmilch mehr und werden mit einem Prestarter angefüttert. Diese Babyferkel wiegen beim Absetzen von der Muttersau etwa 8 kg und werden in der Ferkelaufzucht rund 9 Wochen bis zu einem Gewicht von rund 30 kg gehalten. Dies ergibt eine Zunahme an Lebensgewicht von täglich etwa 450 bis 500 Gramm. Dem Futter werden häufig organische Säuren zugesetzt. Ziel des Säurezusatzes ist es die Verdauungsfunktion der Ferkel zu unterstützen und die Darmflora der Tiere positiv zu beeinflussen. Mit dem Ziel die Verdaulichkeit von Futtermitteln positiv zu beeinflussten werden in Ferkelfutter zudem oft aufgeschlossene Komponenten (z. B. aufgeschlossenes Getreide) eingesetzt.